# Senconac
Senconac est une ancienne commune française située dans le département de l'Ariège, en région Occitanie. C'est toujours en 2017 la commune la moins peuplée d'Ariège. Sur le plan historique et culturel, la commune fait partie du pays du Sabarthès, structuré par la haute vallée de l'Ariège en amont du pays de Foix avec Tarascon-sur-Ariège comme ville principale.
Exposée à un climat de montagne, elle est drainée par le ruisseau de Caychax et par divers autres petits cours d'eau. La commune possède un patrimoine naturel remarquable composé de cinq zones naturelles d'intérêt écologique, faunistique et floristique.
Senconac est une commune rurale qui compte 6 habitants en 2022, après avoir connu un pic de population de 179 habitants en 1831. Ses habitants sont appelés les Senconacois ou Senconacoises.
Le 1er janvier 2025, elle fusionne avec Caychax pour former la commune nouvelle Caychax-et-Senconac.

## Géographie

### Localisation
La commune de Senconac se trouve dans le département de l'Ariège, en région Occitanie.
Sur le plan historique et culturel, Senconac fait partie du pays du Sabarthès, structuré par la haute vallée de l'Ariège en amont du pays de Foix avec Tarascon-sur-Ariège comme ville principale.
Elle se situe à 20 km à vol d'oiseau de Foix, préfecture du département, et à 14 km d'Ax-les-Thermes, bureau centralisateur du canton de Haute-Ariège dont dépend la commune depuis 2015 pour les élections départementales.
La commune fait en outre partie du bassin de vie de Tarascon-sur-Ariège.
Les communes les plus proches sont : 
Caychax (0,9 km), Appy (1,9 km), Verdun (2,0 km), Les Cabannes (2,5 km), Albiès (2,5 km), Vèbre (2,7 km), Pech (2,7 km), Aulos (3,1 km).
Senconac est limitrophe de six autres communes.
|        | Cazenave-Serres-et-Allens | Montferrier                |
| Verdun | Senconac                  | Caychax                    |
|        | Albiès                    | Vèbre (par un quadripoint) |

### Superficie et relief
La superficie cadastrale de la commune publiée par l’Insee, qui sert de références dans toutes les statistiques, est de 4,67 km2,. La superficie géographique, issue de la BD Topo, composante du Référentiel à grande échelle produit par l'IGN, est quant à elle de 4,6 km2. Son relief est particulièrement escarpé puisque la dénivelée maximale atteint 1 357 mètres. L'altitude du territoire varie entre 715 m et 2 072 m.

### Géologie
La commune est située dans les Pyrénées, une chaîne montagneuse jeune, érigée durant l'ère tertiaire (il y a 40 millions d'années environ), en même temps que les Alpes. Les terrains affleurants sur le territoire communal sont constitués de roches sédimentaires datant du Protérozoïque, le dernier éon du Précambrien sur l’échelle des temps géologiques. La structure détaillée des couches affleurantes est décrite dans la feuille « no 1087 - Vicdessos » de la carte géologique harmonisée au 1/50 000ème du département de l'Ariège, et sa notice associée.

### Hydrographie

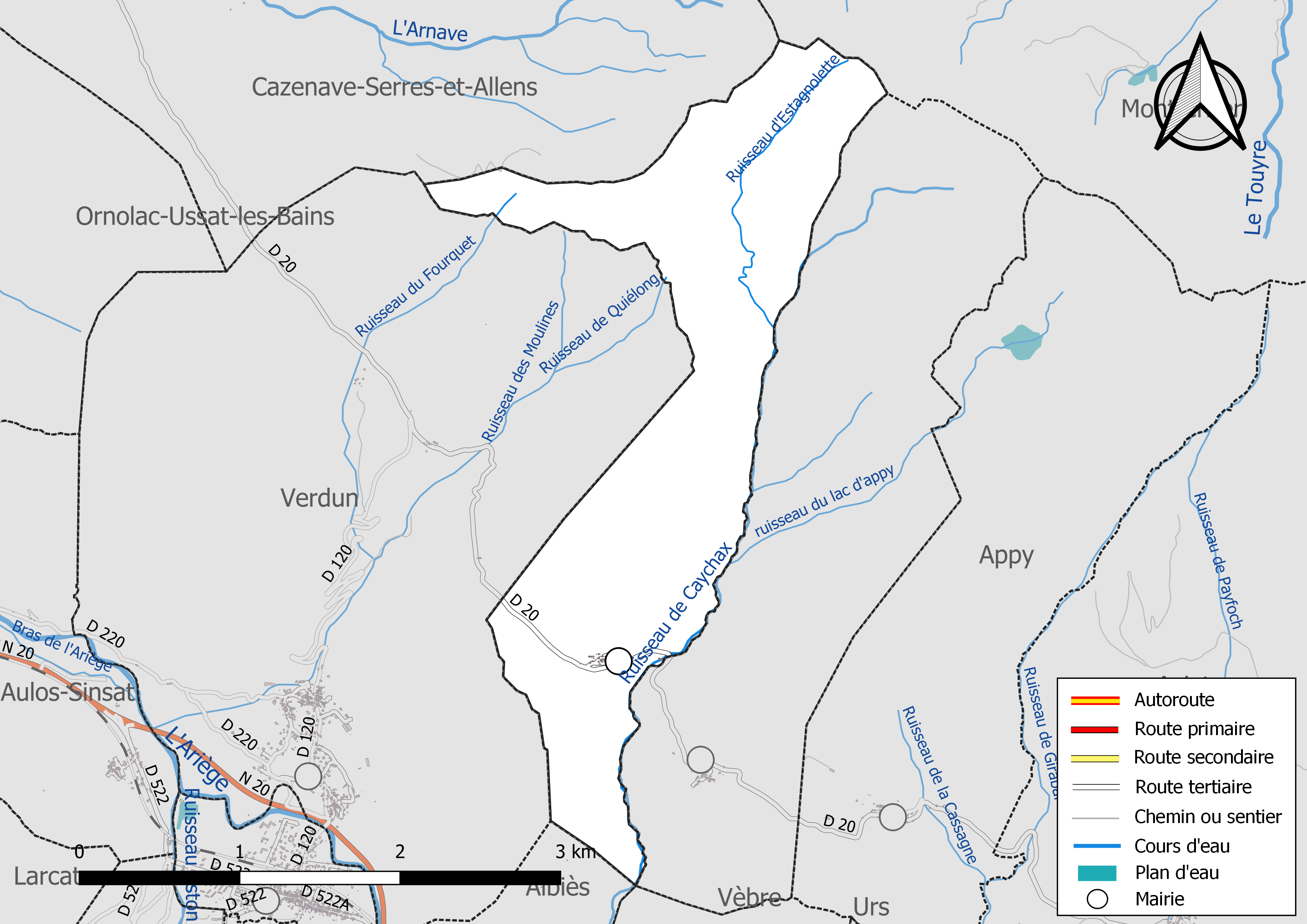
Réseaux hydrographique et routier de Senconac.

La commune est dans le bassin versant de la Garonne, au sein du bassin hydrographique Adour-Garonne. Elle est drainée par le ruisseau de Caychax, le ruisseau de Quiélong, le ruisseau des Moulines, le ruisseau d'Estagnolette, le ruisseau du Fourquet et le ruisseau du lac d'Appy, constituant un réseau hydrographique de 4 km de longueur totale,.

### Climat
Pour des articles plus généraux, voir Climat de l'Occitanie et Climat de l'Ariège.
En 2010, le climat de la commune est de type climat des marges montargnardes, selon une étude s'appuyant sur une série de données couvrant la période 1971-2000. En 2020, Météo-France publie une typologie des climats de la France métropolitaine dans laquelle la commune est exposée à un climat de montagne et est dans la région climatique Pyrénées centrales, caractérisée par une pluviométrie annuelle de 1 000 à 1 200 mm.
Pour la période 1971-2000, la température annuelle moyenne est de 10 °C, avec une amplitude thermique annuelle de 15,4 °C. Le cumul annuel moyen de précipitations est de 816 mm, avec 8,4 jours de précipitations en janvier et 6,9 jours en juillet. Pour la période 1991-2020, la température moyenne annuelle observée sur la station météorologique la plus proche, située sur la commune d'Aston à 4 km à vol d'oiseau, est de 5,9 °C et le cumul annuel moyen de précipitations est de 1 103,9 mm,. Pour l'avenir, les paramètres climatiques de la commune estimés pour 2050 selon différents scénarios d'émission de gaz à effet de serre sont consultables sur un site dédié publié par Météo-France en novembre 2022.

### Paysages

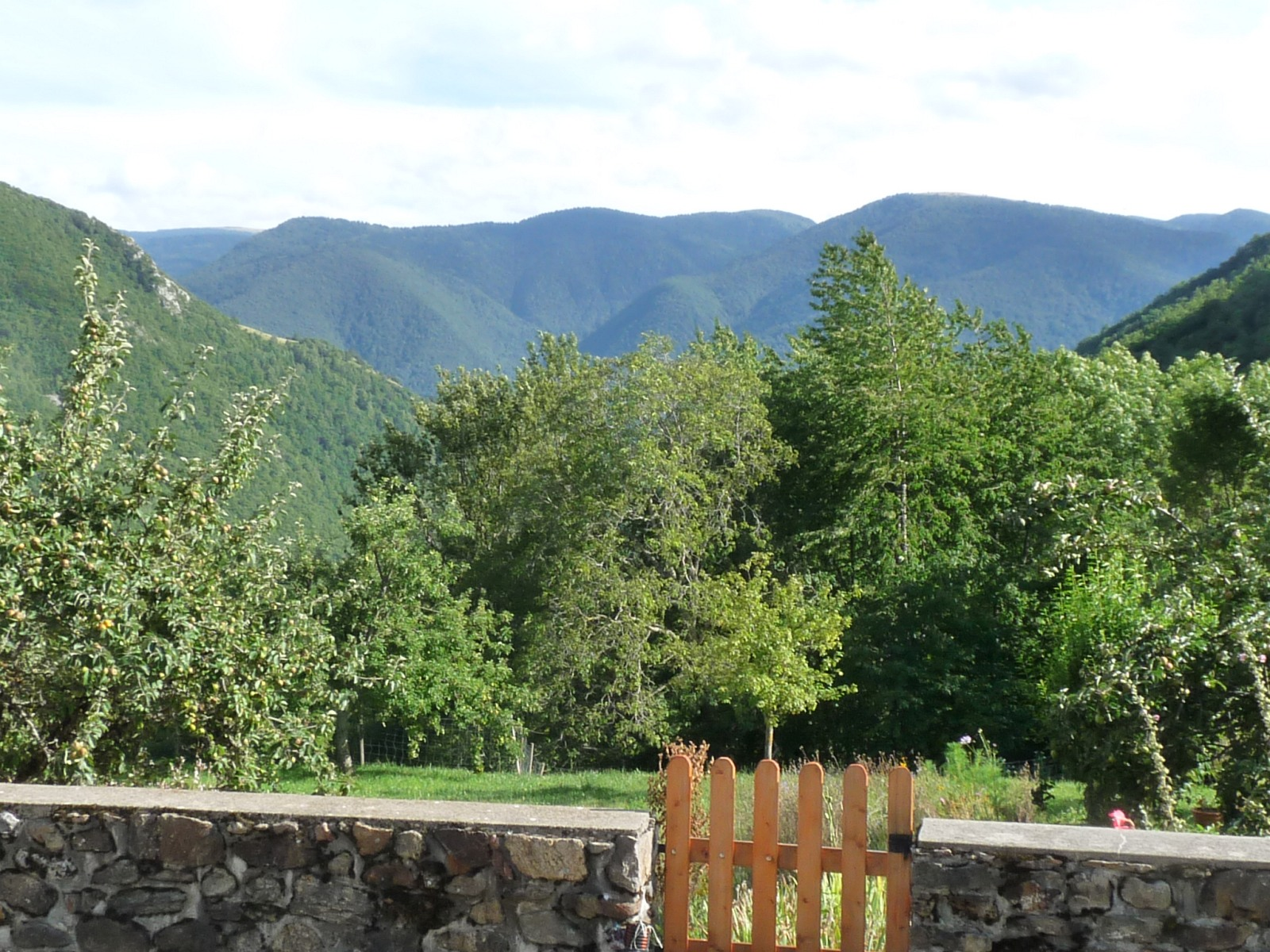
Les Pyrénées et la vallée de Luzenac vues du village.
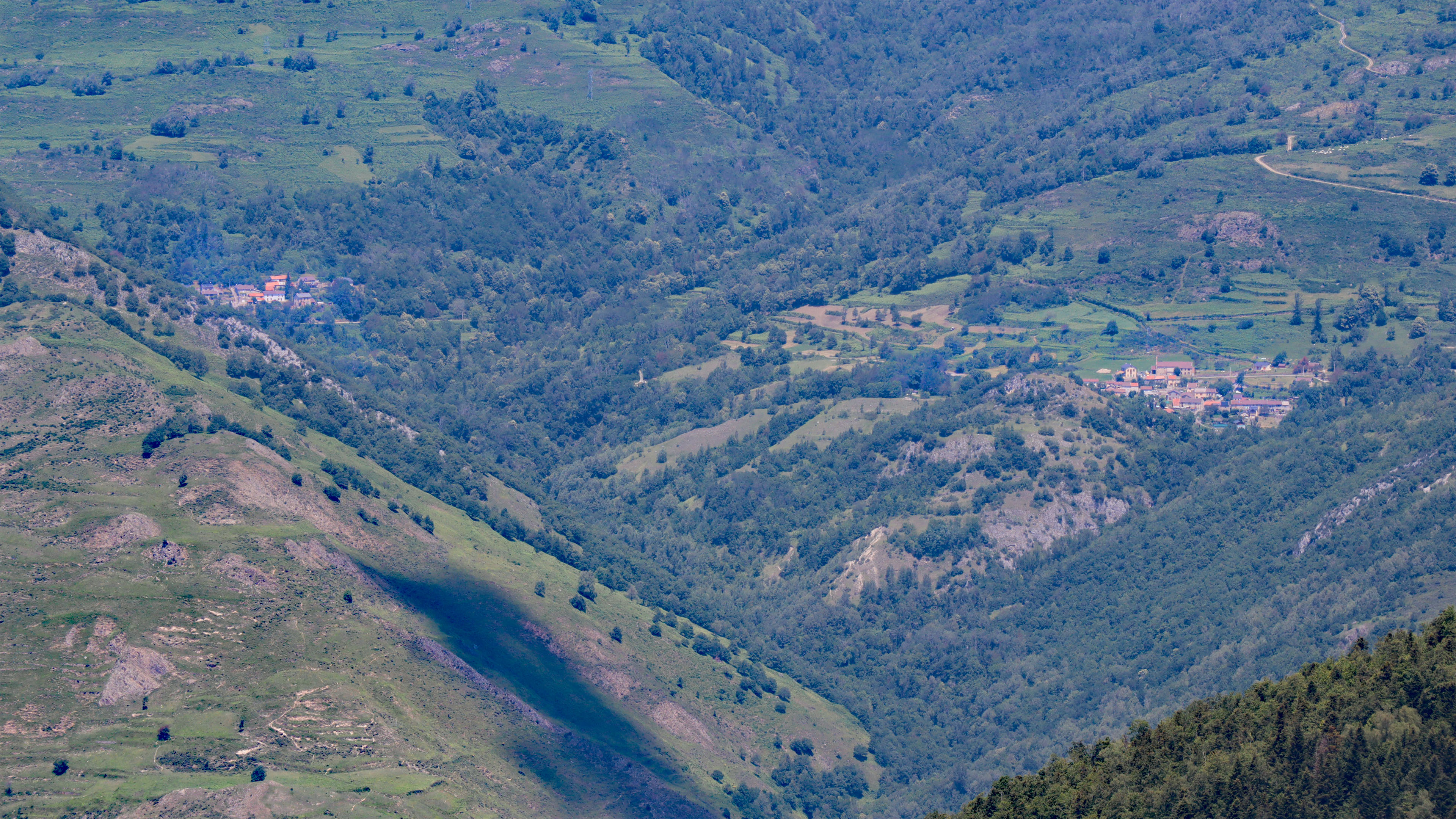
Senconac (à gauche) et Caychax vus du plateau de Beille.

### Milieux naturels et biodiversité
L’inventaire des zones naturelles d'intérêt écologique, faunistique et floristique (ZNIEFF) a pour objectif de réaliser une couverture des zones les plus intéressantes sur le plan écologique, essentiellement dans la perspective d’améliorer la connaissance du patrimoine naturel national et de fournir aux différents décideurs un outil d’aide à la prise en compte de l’environnement dans l’aménagement du territoire.
Trois ZNIEFF de type 1 sont recensées sur la commune :
- le « massif de Tabe - Saint-Barthélemy » (15 185 ha), couvrant 20 communes du département[23] ;
- les « parois calcaires et quiès du bassin de Tarascon » (8 161 ha), couvrant 58 communes du département[24],
- les « quiès calcaires d'Albiès à Caussou » (1 328 ha), couvrant 14 communes du département[25] ;

et deux ZNIEFF de type 2, : 
- les « montagnes d'Olmes » (31 924 ha), couvrant 33 communes dont 31 dans l'Ariège et 2 dans l'Aude[26] ;
- les « parois calcaires et quiès de la haute vallée de l'Ariège » (9 891 ha), couvrant 40 communes du département[27].

Carte des ZNIEFF de type 1 et 2 à Senconac.
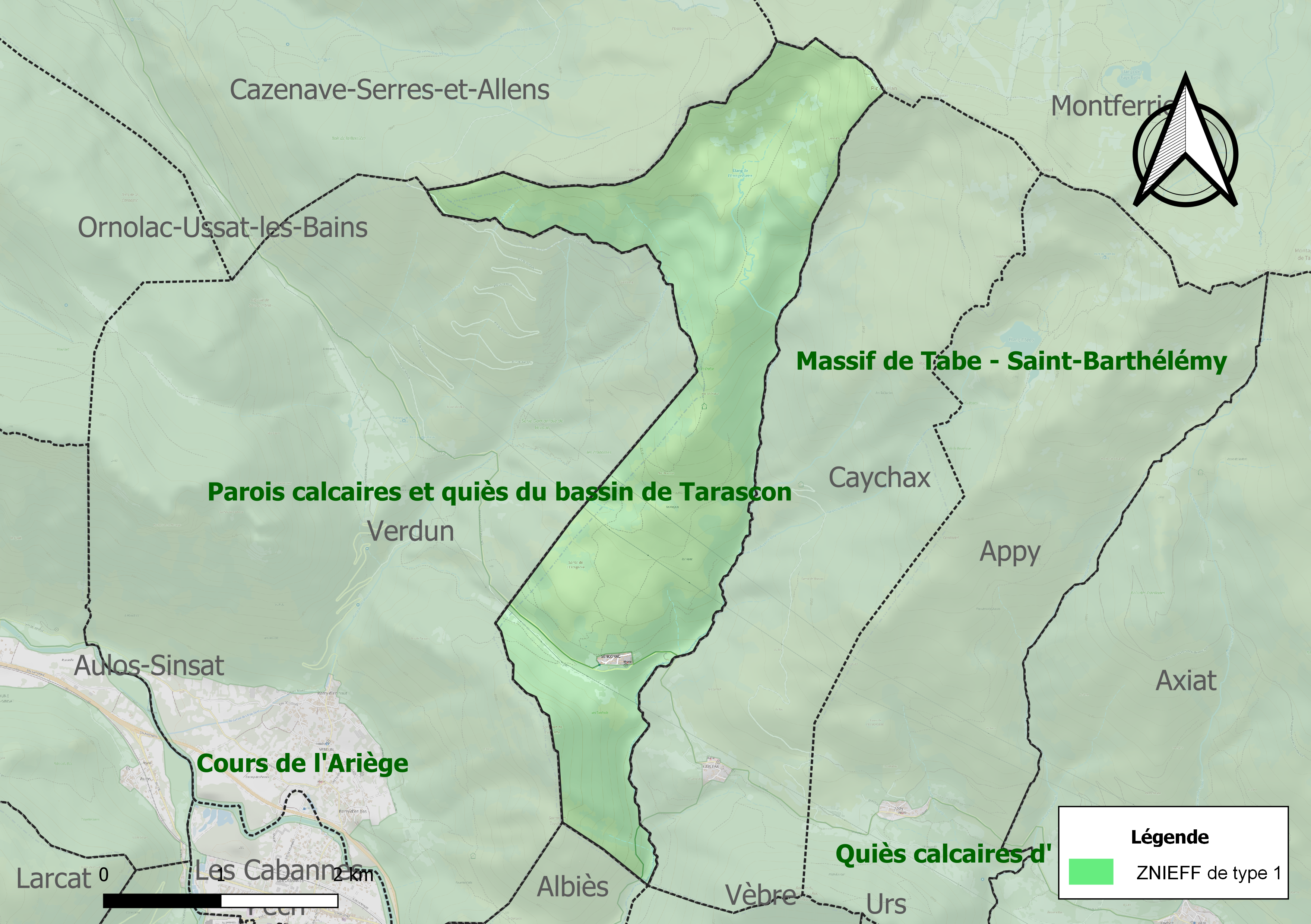
Carte des ZNIEFF de type 1 sur la commune.
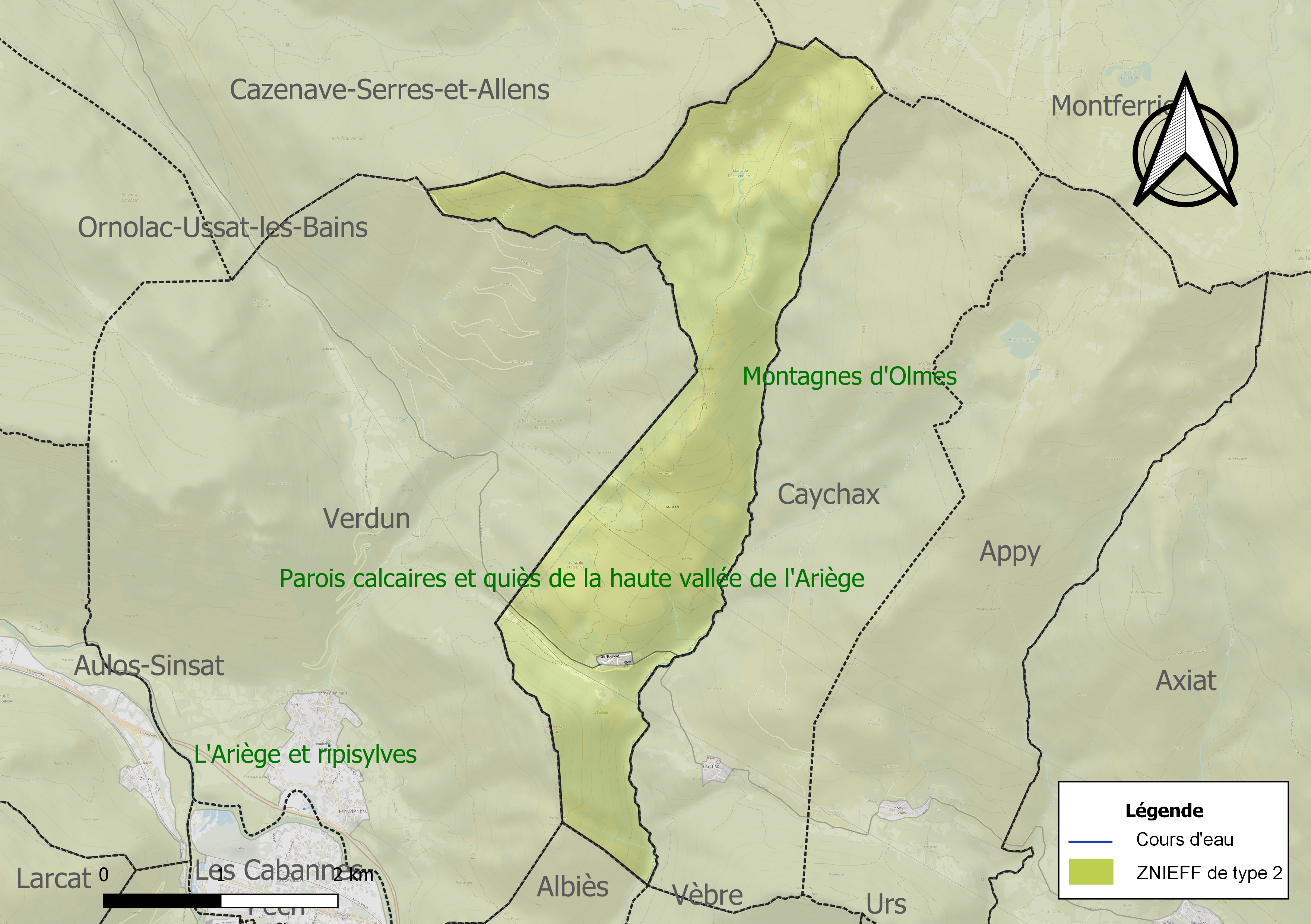
Carte des ZNIEFF de type 2 sur la commune.

## Urbanisme

### Typologie
Au 1er janvier 2024, Senconac est catégorisée commune rurale à habitat très dispersé, selon la nouvelle grille communale de densité à 7 niveaux définie par l'Insee en 2022.
Elle est située hors unité urbaine et hors attraction des villes,.

### Occupation des sols
L'occupation des sols de la commune, telle qu'elle ressort de la base de données européenne d’occupation biophysique des sols Corine Land Cover (CLC), est marquée par l'importance des forêts et milieux semi-naturels (100 % en 2018), une proportion identique à celle de 1990 (100 %). La répartition détaillée en 2018 est la suivante : 
milieux à végétation arbustive et/ou herbacée (68,5 %), forêts (31,5 %). L'évolution de l’occupation des sols de la commune et de ses infrastructures peut être observée sur les différentes représentations cartographiques du territoire : la carte de Cassini (XVIIIe siècle), la carte d'état-major (1820-1866) et les cartes ou photos aériennes de l'IGN pour la période actuelle (1950 à aujourd'hui).

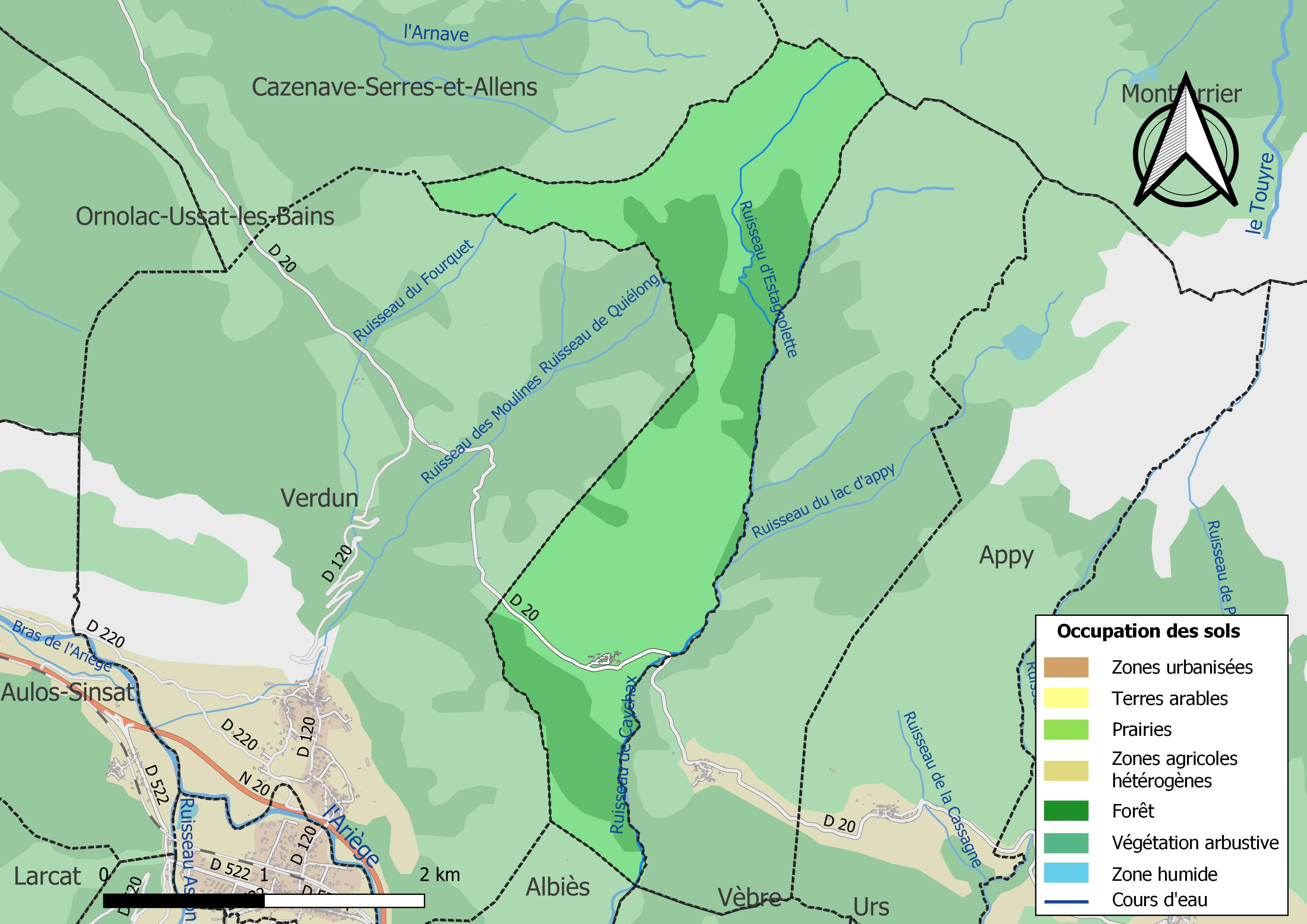
Carte des infrastructures et de l'occupation des sols de la commune en 2018 (CLC).

### Habitat et logement
En 2018, le nombre total de logements dans la commune était de 24, alors qu'il était de 25 en 2013 et de 21 en 2008.
Parmi ces logements, 32,2 % étaient des résidences principales, 67,8 % des résidences secondaires et 0 % des logements vacants. Ces logements étaient pour 95,4 % d'entre eux des maisons individuelles et pour 4,6 % des appartements.
Le tableau ci-dessous présente la typologie des logements à Senconac en 2018 en comparaison avec celle de l'Ariège et de la France entière. Une caractéristique marquante du parc de logements est ainsi une proportion de résidences secondaires et logements occasionnels (67,8 %) supérieure à celle du département (24,6 %) et à celle de la France entière (9,7 %). Concernant le statut d'occupation de ces logements, 85,7 % des habitants de la commune sont propriétaires de leur logement (83,3 % en 2013), contre 66,3 % pour l'Ariège et 57,5 % pour la France entière.
| Typologie                                               | Senconac | Ariège | France entière |
| ------------------------------------------------------- | -------- | ------ | -------------- |
| Résidences principales (en %)                           | 32,2     | 65,7   | 82,1           |
| Résidences secondaires et logements occasionnels (en %) | 67,8     | 24,6   | 9,7            |
| Logements vacants (en %)                                | 0        | 9,7    | 8,2            |

### Voies de communication
On accède au village à 922 m d'altitude par la RD 20 dite « route des corniches ».

### Risques majeurs

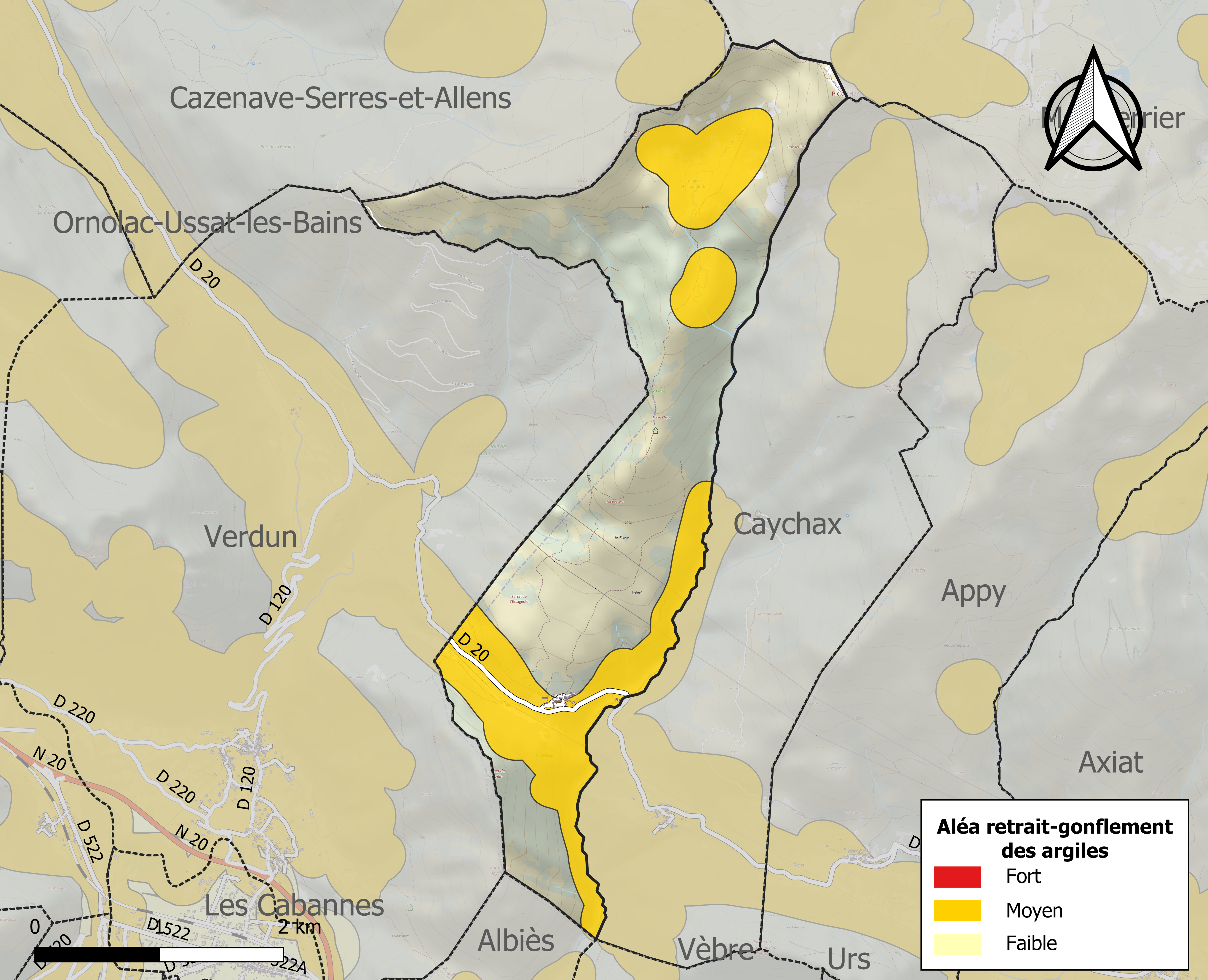
Zonage de l'aléa retrait-gonflement des argiles sur la commune de Senconac.

Le territoire de la commune de Senconac est vulnérable à différents aléas naturels : inondations, climatiques (grand froid ou canicule), feux de forêts, mouvements de terrains, avalanche et séisme (sismicité modérée),.
Certaines parties du territoire communal sont susceptibles d’être affectées par le risque d’inondation par crue torrentielle d'un cours d'eau, ou ruissellement d'un versant.
Les mouvements de terrains susceptibles de se produire sur la commune sont soit des chutes de blocs, soit des glissements de terrains, soit des mouvements liés au retrait-gonflement des argiles. Près de 50 % de la superficie du département est concernée par l'aléa retrait-gonflement des argiles, dont la commune de Senconac. L'inventaire national des cavités souterraines permet par ailleurs de localiser celles situées sur la commune.

## Histoire
La commune est mentionnée dès 1074, en tant que villam Succunacum. Le village est alors donné à l'abbaye de Cluny par le comte de Foix, Roger II. Cependant, lors de ses démêlés avec le roi de France (Philippe III), Roger-Bernard III de Foix déclare en 1272 « Senconaco » comme appartenant à son comté. Senconac est dans le terroir historique du Sabarthès.
La commune s'est souvent appelée Saint-Connac du XVIIe au XIXe siècle. Cependant, la carte de Cassini la dénomme « Sancounac ».
Le 1er janvier 2025, elle fusionne avec Caychax pour former la commune nouvelle Caychax-et-Senconac. Ceci est acté par un arrêté préfectoral du 6 septembre 2024.

## Politique et administration

### Découpage territorial
La commune de Senconac est membre de la Communauté de communes de la Haute Ariège, un établissement public de coopération intercommunale (EPCI) à fiscalité propre créé le 27 septembre 2016 dont le siège est à Luzenac. Ce dernier est par ailleurs membre d'autres groupements intercommunaux.
Sur le plan administratif, elle est rattachée à l'arrondissement de Foix, au département de l'Ariège, en tant que circonscription administrative de l'État, et à la région Occitanie.
Sur le plan électoral, elle dépend du canton de Haute-Ariège pour l'élection des conseillers départementaux, depuis le redécoupage cantonal de 2014 entré en vigueur en 2015, et de la première circonscription de l'Ariège pour les élections législatives, depuis le redécoupage électoral de 1986.

### Administration municipale
Le nombre d'habitants au recensement de 2011 étant compris entre 0 et 99, le nombre de membres du conseil municipal pour l'élection de 2014 est de sept,.

### Liste des maires

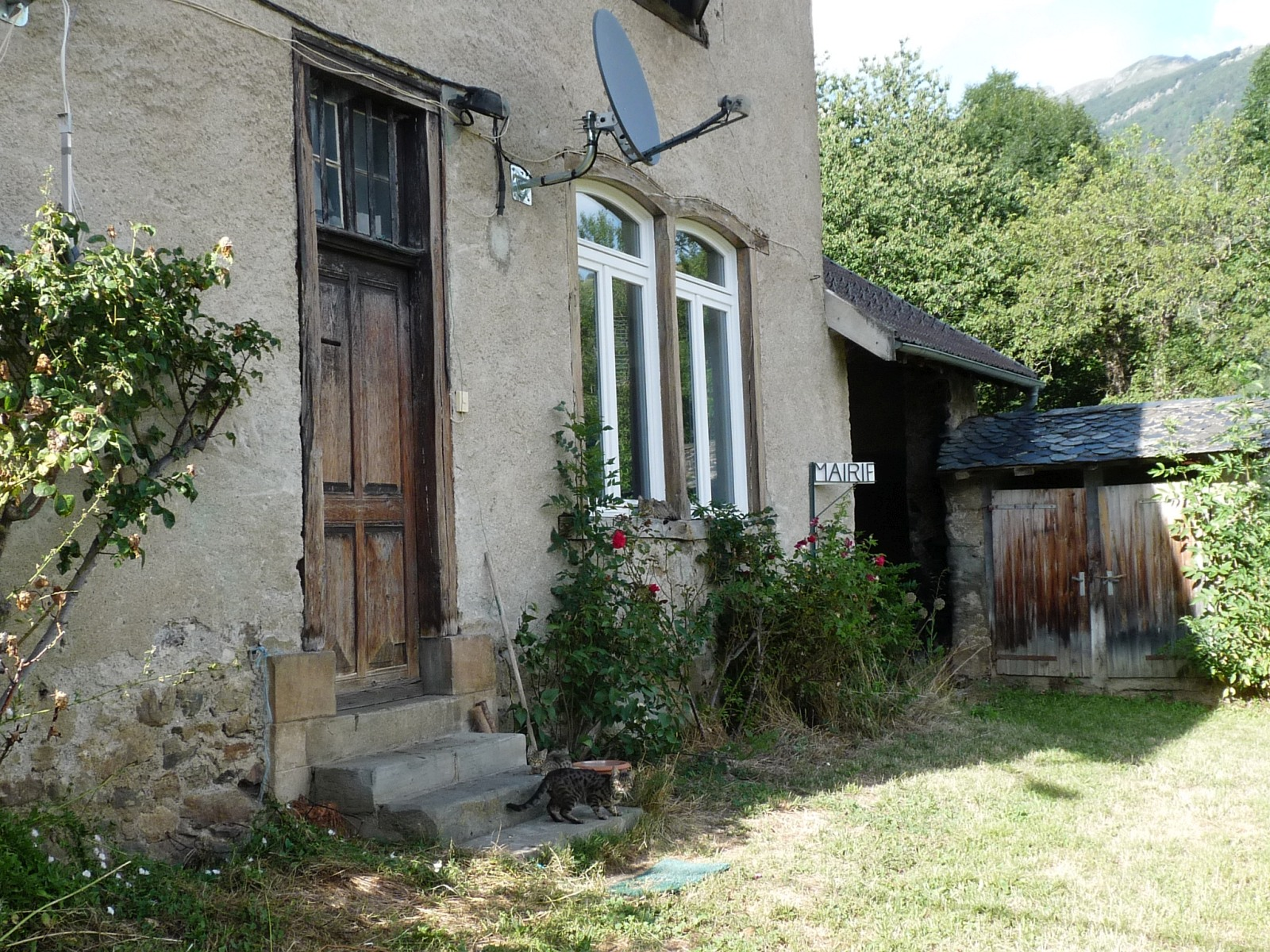
La mairie en 2016.

| Période                                  | Période   | Identité                | Étiquette | Qualité                                   |
| ---------------------------------------- | --------- | ----------------------- | --------- | ----------------------------------------- |
| mars 2001                                | mars 2008 | Désiré Alazet           |           |                                           |
| mars 2008                                | mai 2020  | Claude Piquemal-Bourdie |           | Retraité de la fonction publique          |
| mai 2020                                 | en cours  | Jean-Claude Gouze       |           | Ingénieur ou Cadre technique d'entreprise |
| Les données manquantes sont à compléter. |           |                         |           |                                           |

## Population et société

### Démographie
L'évolution du nombre d'habitants est connue à travers les recensements de la population effectués dans la commune depuis 1793. Pour les communes de moins de 10 000 habitants, une enquête de recensement portant sur toute la population est réalisée tous les cinq ans, les populations de référence des années intermédiaires étant quant à elles estimées par interpolation ou extrapolation. Pour la commune, le premier recensement exhaustif entrant dans le cadre du nouveau dispositif a été réalisé en 2006.

En 2022, la commune comptait 6 habitants, en évolution de −50 % par rapport à 2016 (Ariège : +1,48 %, France hors Mayotte : +2,11 %).
| 1793 | 1800 | 1806 | 1821 | 1831 | 1836 | 1841 | 1846 | 1851 |
| ---- | ---- | ---- | ---- | ---- | ---- | ---- | ---- | ---- |
| 125  | 97   | 131  | 155  | 179  | 169  | 170  | 162  | 168  |

| 1856 | 1861 | 1866 | 1872 | 1876 | 1881 | 1886 | 1891 | 1896 |
| ---- | ---- | ---- | ---- | ---- | ---- | ---- | ---- | ---- |
| 134  | 111  | 109  | 111  | 117  | 121  | 124  | 123  | 109  |

| 1901 | 1906 | 1911 | 1921 | 1926 | 1931 | 1936 | 1946 | 1954 |
| ---- | ---- | ---- | ---- | ---- | ---- | ---- | ---- | ---- |
| 101  | 110  | 103  | 89   | 93   | 84   | 64   | 53   | 46   |

| 1962 | 1968 | 1975 | 1982 | 1990 | 1999 | 2006 | 2011 | 2016 |
| ---- | ---- | ---- | ---- | ---- | ---- | ---- | ---- | ---- |
| 31   | 21   | 15   | 16   | 10   | 8    | 5    | 9    | 12   |

| 2021 | 2022 | - | - | - | - | - | - | - |
| ---- | ---- | - | - | - | - | - | - | - |
| 8    | 6    | - | - | - | - | - | - | - |

| selon la population municipale des années : | 1968 | 1975 | 1982 | 1990 | 1999 | 2006 | 2009 | 2013 |
| Rang de la commune dans le département      | 316  | 303  | 323  | 318  | 328  | 332  | 332  | 332  |
| Nombre de communes du département           | 340  | 328  | 330  | 332  | 332  | 332  | 332  | 332  |

Il s'agit de la commune la moins peuplée de l'Ariège.

### Enseignement
Senconac fait partie de l'académie de Toulouse.

### Activités sportives
Randonnée pédestre, chasse.

## Économie

### Emploi
| Division       | 2008  | 2013   | 2018   |
| -------------- | ----- | ------ | ------ |
| Commune        | 100 % | 50 %   | 0 %    |
| Département    | 8,9 % | 11,1 % | 11,2 % |
| France entière | 8,3 % | 10 %   | 10 %   |

En 2018, la population âgée de 15 à 64 ans s'élève à 3 personnes, parmi lesquelles on compte 66,7 % d'actifs (66,7 % ayant un emploi et 0 % de chômeurs) et 33,3 % d'inactifs,. En 2018, le taux de chômage communal (au sens du recensement) des 15-64 ans est inférieur à celui de la France et du département, alors qu'en 2008 la situation était inverse.
La commune est hors attraction des villes,. Elle compte 0 emplois en 2018, contre 0 en 2013 et 0 en 2008. Le nombre d'actifs ayant un emploi résidant dans la commune est de 2, soit un taux d'activité parmi les 15 ans ou plus de 22,2 %.
Sur ces 2 actifs de 15 ans ou plus ayant un emploi, aucun ne travaille dans la commune. Pour se rendre au travail, la totalité des habitants utilise un véhicule personnel ou de fonction à quatre roues.

## Culture locale et patrimoine

### Culture locale et patrimoine
- Lavoir-fontaine, à l'entrée du village.
- Il n'y a pas d'église paroissiale, l'ancienne dédiée à sainte Marie est démolie depuis longtemps.

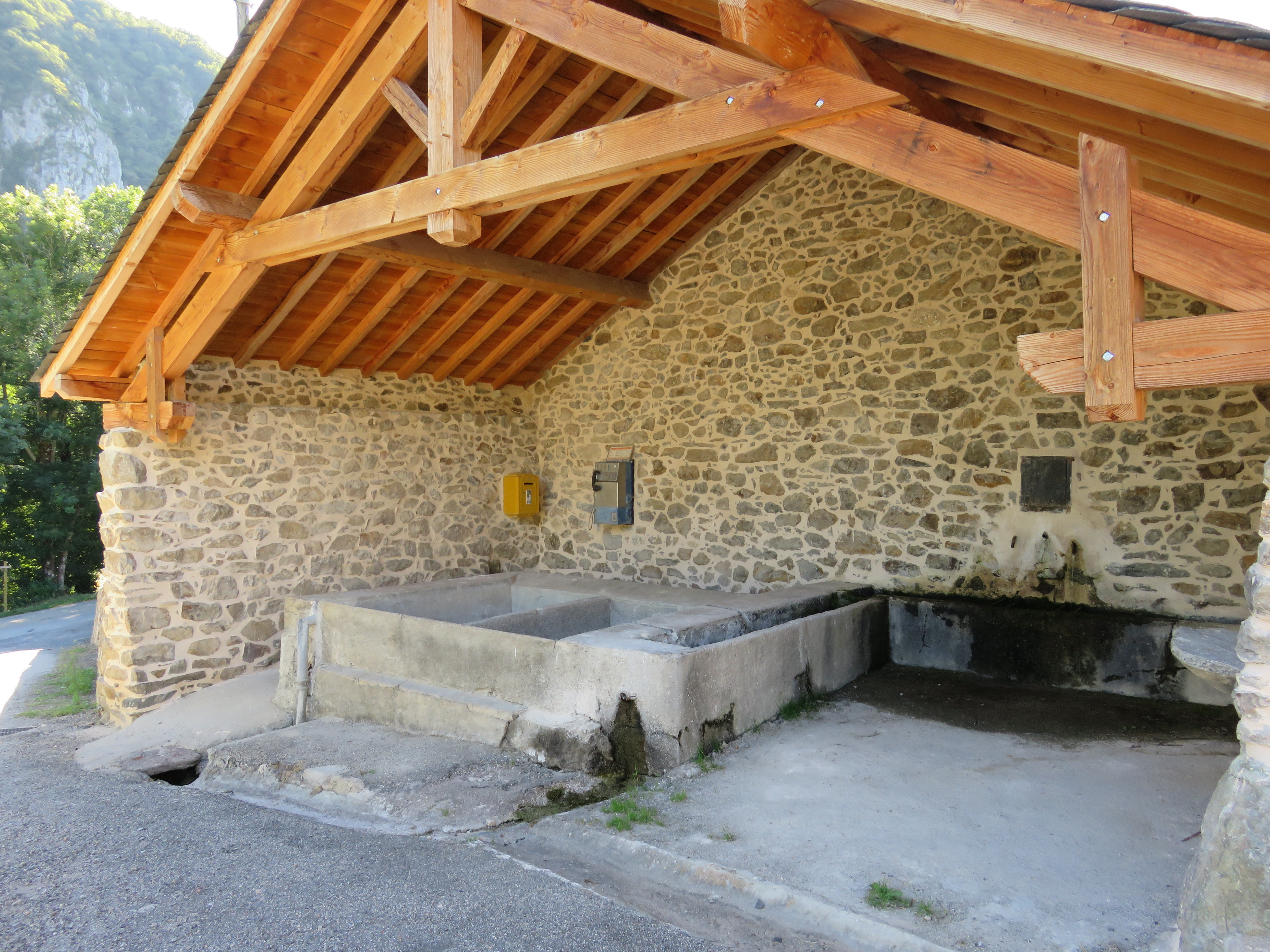
Le lavoir.
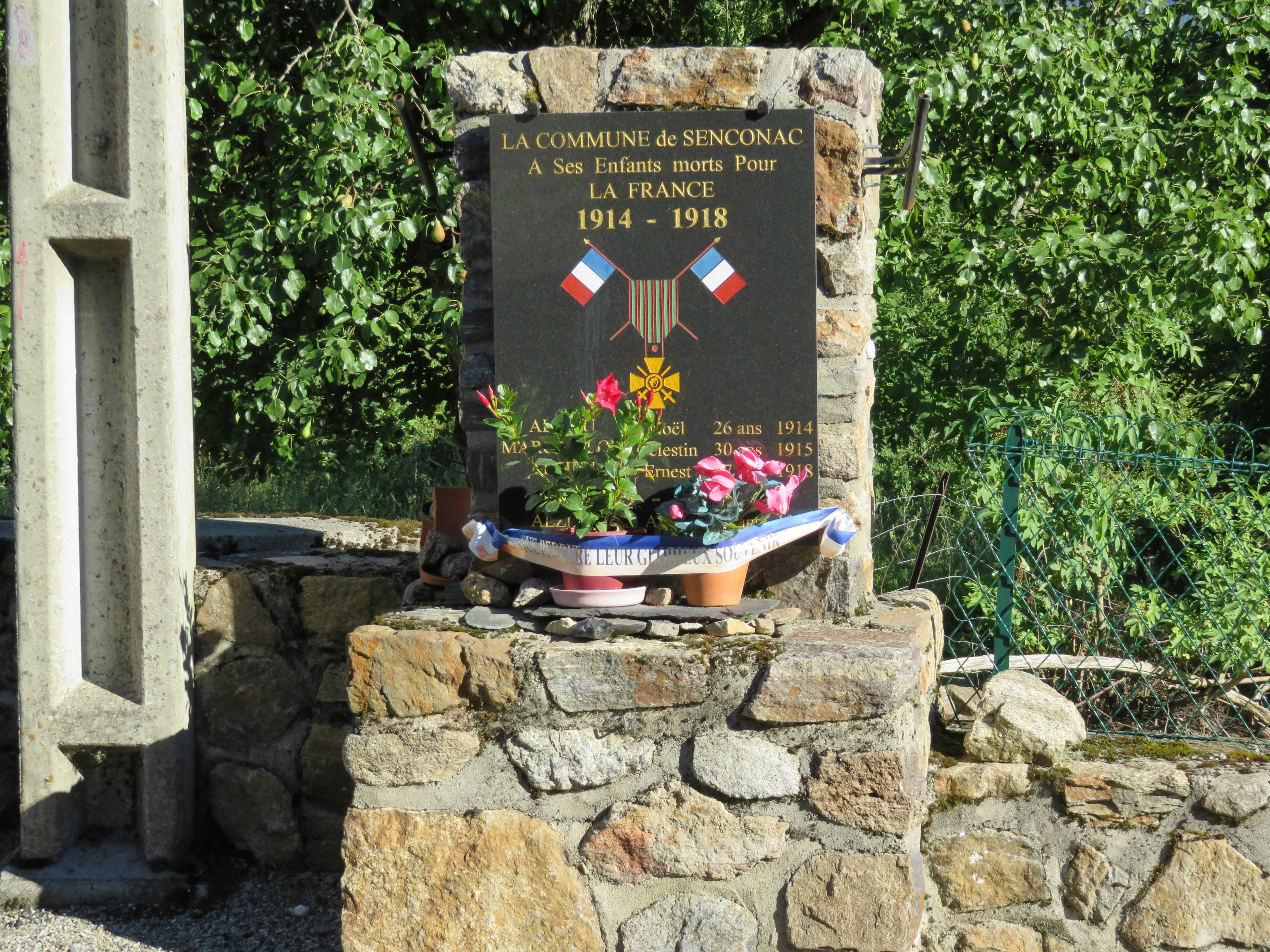
Le monument aux morts.